# Malyj
Malyj (ukrainisch Малий; russisch Малый/Maly, polnisch Hołe Małe) ist ein Dorf in der Oblast Lwiw in der westlichen Ukraine südlich des Flusses Rata (Рата) gelegen.
Am 12. Juni 2020 wurde das Dorf ein Teil der neu gegründeten Stadtgemeinde Rawa-Ruska im Rajon Lwiw, bis dahin war es zusammen mit den Dörfern Holokamjanka (Голокам'янка), Dubriwka (Дубрівка), Sahirja (Загір'я), Jonytschi (Йоничі), Lypnyk (Липник), Luschky (Лужки), Luzyky (Луцики), Pomlyniw (Помлинів), Rawske (Равське) und Stare Selo (Старе Село) ein Teil der Landratsgemeinde Lypnyk im Rajon Schowkwa.
Der Ort entstand Mitte des 19. Jahrhunderts als selbstständige Gemeinde als Teil von Hołe Rawskie und gehörte als Hołe Małe bis 1918 zum österreichischen Galizien, Bezirkshauptmannschaft Rawa, nach dem Ende des Ersten Weltkrieges kam der Ort zu Zweiten Polnischen Republik (Woiwodschaft Lwów, Powiat Rawa Ruska, Gmina Kamionka Wołoska), wurde im Zweiten Weltkrieg von September 1939 bis Juni 1941 von der Sowjetunion und dann bis 1944 von Deutschland besetzt, diese gliederte den Ort in das Generalgouvernement, Distrikt Galizien ein.
Nach der Rückeroberung durch die Rote Armee 1944 und dem Ende des Krieges wurde der Ort der Sowjetunion zugeschlagen, dort kam die Stadt zur Ukrainischen SSR und ist seit 1991 ein Teil der heutigen Ukraine.